# Around the World Hit Singles: The Journey So Far
Az Around the World Hit Singles: The Journey So Far című album az East 17 első válogatásalbuma, mely 1996. november 1-én jelent meg. Az album kétszeres platina státuszt kapott.

## Megjelenések
CD  London Records – 828 852-2
- 1 House Of Love (Pedigree Mix) - 4:40Co-producer – Phil Harding & Ian Curnow, Remix –The Power Syndicate, Written-By – Robin Goodfellow
- 2 Deep (Breath Mix) - 4:01 Remix – Phil Harding & Ian Curnow
- 3 It's Alright (Guvnor Mix) - 4:41
- 4 Stay Another Day (S.A.D. Mix) - 4:27 Written-By – Hawken
- 5 Steam (Vapoureyes Mix) - 3:23 Engineer – Ollie J
- 6 Let It Rain (Thunder Radio Edit) - 3:33
- 7 Slow It Down (Perpetual Motion) - 4:45
- 8 	If You Ever - 4:14 Acoustic Guitar – Paul Gendler, Mixed By – Mike Rose, Producer – Rose And Foster, Vocals – Gabrielle, Written-By – Carl Martin

- 9 West End Girls (Faces On Posters Mix) - 4:27 Mixed By – Jeremy Allom, Mykaell Riley, Producer – Groove Corporation, Written-By – Neil Tennant, Chris Lowe
- 10 Around The World (Ourworld Master 7") - 4:37 Mixed By – Lee Monteverde, Remix – Development Corporation, Written-By – Brian Harvey
- 11 Thunder (Radio Edit) - 4:16 Backing Vocals – Andy Caine
- 12 Gold (7" Collar Size) - 4:20
- 13	Do U Still? (Single Remix) - 4:18 Remix – Ian Stanley
- 14	Someone To Love (Summer Of Love Mix) - 4:00 Acoustic Guitar – Paul Gendler, Backing Vocals – Andy Caine, Remix – Rose And Foster
- 15 Hey Child - 4:33 Mixed By – Mike Rose, Producer – Rose And Foster, Written-By – Rose And Foster
- 16 Hold My Body Tight (7" Radio Edit) - 3:39 Written-By – Rowebottom
- 17	Stay Another Day (Less Sad Mix) - 3:35 Remix – Phil Harding & Ian Curnow, Rob Kean, Written-By – Hawken

Limited Edition (Bonus Mix CD)
- 1	Let It Rain (Overworld Storm Mix) - 6:43 Mixed By – Lee Monteverde, Remix – Development Corporation
- 2 Hold My Body Tight (Danny Tenaglia Vocal Mix) - 7:59 Co-producer – Rob Kean, Remix – Danny Tenaglia, Written-By – Rowebottom
- 3 House Of Love (Wet Nose Dub) - 5:53 Remix – Austin Reynolds, Dave Jay, Written-By – Robin Goodfellow
- 4 Deep (Delta Steam House Of Funk Mix) - 4:21 Remix – Delta House Of Funk
- 5	Gold (Paws On The Floor) - 7:04 Remix – Phil Kelsey
- 6 Do U Still? (Wildchild Vocal Mix) - 8:34 Mixed By – Tony Mortimer, Remix – Wildchild
- 7 Steam (Overworld Haze Mix) - 5:57 Engineer – Ollie J, Mixed By – Lee Monteverde, Remix – Development Corporation
- 8 Deep (Throat Mix) - 6:18 Co-producer – Phil Harding & Ian Curnow,  Remix – Diss-Cuss
- 9	Let It Rain (Part One Low Pressure Remix) - 6:50 Remix – Eric Powell
- 10	Slow It Down (Speed It Up) - 7:01 Remix – Diss-Cuss